# Didache
Die Didache (betont auf dem E, altgriechisch Διδαχὴ τῶν δώδεκα ἀποστόλων Didachḕ tôn dṓdeka apostólōn ‚Lehre der zwölf Apostel‘, lateinisch Doctrina duodecim apostolorum), auch Die Lehre des Herrn durch die zwölf Apostel für die Heiden, kurz Zwölfapostellehre genannt, ist eine frühchristliche Schrift, die von verschiedenen unbekannten Autoren wahrscheinlich in Syrien verfasst wurde. Es ist die wohl früheste Kirchenordnung der Christenheit, deren Entstehungszeit ins 1. Jahrhundert nach Christus angesiedelt wird.

## Textgeschichte
Während die frühere Forschung das Werk ins Ende des 2. Jahrhunderts datierte, wird heute eine Entstehung im 1. Jahrhundert angenommen. Die beiden Titel der Schrift dürften spätere Hinzufügungen sein.
Lange Zeit wurde die Didache zu den kanonischen Schriften gezählt, unter anderem von Clemens von Alexandrien (c. 150–215). Erst Eusebius von Caesarea (* 260/64; † 339 oder 340) zählte sie unter die unkanonischen Schriften.
Die Didache wurde erst 1873 von Philotheos Bryennios in der Bibliothek des Jerusalemer Metochions zu Konstantinopel (Istanbul) im Codex Hierosolymitanus, einer im 11. Jahrhundert niedergeschriebenen Sammelhandschrift echter und unechter altchristlicher Texte, wiederentdeckt und hat seither große Bedeutung für die theologische Forschung erlangt. Bis heute sind keine weiteren vollständigen Handschriften der Didache bekannt geworden, lediglich zwei Fragmente (Verse 1:3c–4a; 2:7–3:2) wurden unter den Oxyrhynchus Papyri (Nr. 1782) gefunden, dazu eine lateinische Übersetzung der ersten fünf Kapitel.
Die im Text aufscheinenden sehr primitiven Gemeindeverhältnisse und der fehlende Bezug zu späteren theologischen Streitfragen gelten allgemein als Beleg dafür, dass der Text in der Handschrift im Wesentlichen unverändert vorliegt.
Als Didache bezeichnet man allgemein auch die Belehrung der Gläubigen nach der Taufe, im Gegensatz zum Kerygma, der Belehrung der Katechumenen vor der Taufe.

## Gliederung
Das Werk ist in 16 Kapitel mit jeweils drei Teilen und einer Conclusio aufgeteilt.
- Kapitel 1–6: Überblick über christliche Sittenlehre in zwei Wegen: Weg des Lebens und des Todes
- Kapitel 7–10: Sakramentenliturgie (Taufe, Eucharistie, Fasten, Gebet)
- Kapitel 11–15: disziplinäre Anweisungen, Kirchenordnung (Wanderlehrer, Propheten, Gottesdienst, Gemeindewahlen)
- Kapitel 16: Schlusskapitel: Eschatologie

Einige Wissenschaftler halten das plötzliche Abbrechen des letzten Kapitels ohne Schlussformel für ein Zeichen, dass der echte Schluss der Schrift verlorenging; diese Auffassung wird aber nicht allgemein vertreten.

## Inhalt
Die Didache richtet sich grundsätzlich an alle Christen, nicht nur die einer Gemeinde, und gibt eine knappe Darstellung disziplinarischer Regeln, der kirchlichen Ämter und der Liturgie. Die Didache enthält vor allem das, was die Katechumenen vor der Taufe wissen mussten. Systematisch werden einzelne Themengebiete behandelt, die vielfach auch heute noch für unterschiedliche Diskussionen zwischen den Konfessionen Relevanz besitzen.
Es gibt in der Didache mehrere Bezugnahmen auf „das Evangelium“ (8,2; 11,3; 15,3.4), ohne Hinweis auf einen Autor. Dabei handelt es sich vermutlich um das Matthäus-Evangelium, da im Text kein anderes Evangelium genannt wird.

## Textbeispiele
Zum christlichen Liebesgebot (in Verbindung mit der Goldenen Regel):
- Abschnitt 1.2: Der Weg des Lebens ist nun folgender: An erster Stelle liebe Gott, der dich erschaffen hat, dann deinen Nächsten wie dich selbst. Und alles, was du willst, daß es dir nicht geschehe, das tu auch keinem anderen an.[4]

Zum biblischen Tötungsverbot:
- Abschnitt 2.1: Du sollst nicht töten, du sollst nicht ehebrechen, du sollst nicht Knaben schänden, du sollst nicht huren, du sollst nicht stehlen, du sollst nicht Zauberei treiben, du sollst nicht Gift mischen, du sollst nicht ein Kind durch Abtreibung morden, und du sollst das Neugeborene nicht töten.

Hinsichtlich der Zulassung zur Eucharistie:
- Abschnitt 9.5: Niemand aber soll essen und auch nicht trinken von eurer Eucharistie als die, die getauft worden sind auf den Namen des Herrn. Denn auch darüber hat der Herr gesprochen: Gebt nicht das Heilige den Hunden.
- Abschnitt 14.1: An jedem Herrentage, wenn ihr zusammenkommt, brecht das Brot und sagt Dank, nachdem ihr zuvor eure Verfehlungen bekannt habt, damit euer Opfer rein sei.

Auffallend ist, dass der Verfasser in der Belehrung über die rechte Eucharistiefeier dreimal das Wort „Opfer“ benutzt. Erstaunlicherweise findet sich dabei kein Hinweis auf Tod und Auferstehung Jesu oder auf das letzte Abendmahl.

„Am Tage des Herrn versammelt euch, brechet das Brot und saget Dank, nachdem ihr zuvor eure Sünden bekannt habet, damit euer Opfer rein sei. Jeder aber, der mit seinem Freunde einen Streit hat, soll sich nicht bei euch einfinden, bis sie versöhnt sind, damit euer Opfer nicht entweiht werde. Denn so lautet der Ausspruch des Herrn: ‚An jedem Ort und zu jeder Zeit soll man mir darbringen ein reines Opfer, weil ich ein großer König bin, spricht der Herr, und mein Name wunderbar ist bei den Völkern.‘“

## Ausgaben
- Emil von Renesse: Die Lehre der Zwölf Apostel. Übersetzung und eingehende Erklärung nebst Untersuchungen über die Entstehung sowie die Bearbeitung der Didache in den späteren Schriften, 3. Auflage, Hofbuchdruckerei von A. Ludwig, Gießen 1897.
- Lehre der zwölf Apostel. Aus dem Griechischen übersetzt von Franz Zeller. In: Die Apostolischen Väter (= Bibliothek der Kirchenväter 1. Reihe, Band 35). Kösel, München 1918. Online.
- André Tuilier, Willy Rordorf (Hrsg.): La Doctrine des douze apôtres (= Sources Chrétiennes Band 248). Les Éditions du Cerf, Paris 1978, 2. Auflage 1998. Rez. von Pierre Nautin, in: Revue de l’histoire des religions, 197, 1980, S. 99 (online).
- Didache (Apostellehre). Barnabasbrief. Zweiter Klemensbrief. Schrift an Diognet. Eingeleitet, hrsg., übertr. und erl. von Klaus Wengst. Kösel, München 1984, ISBN 3-466-20252-3.
- Didache/Zwölf-Apostel-Lehre. Griechisch und deutsch, übersetzt von Georg Schöllgen (= Fontes Christiani, Band 1). Herder, Freiburg 1991, ISBN 3-451-22101-2.

## Kulturelle Wirkung
- Vertonung durch Hummel